# Diedugu (Sicasso)
Diedugu é uma cidade e comuna rural da circunscrição de Cutiala, na região de Sicasso ao sul do Mali. Segundo censo de 1998, havia 4 352 residentes, enquanto segundo o de 2009, havia 4 449. A comuna inclui uma cidade e 4 vilas.